# Rites funéraires au Japon
 (août 2009).
Si vous disposez d'ouvrages ou d'articles de référence ou si vous connaissez des sites web de qualité traitant du thème abordé ici, merci de compléter l'article en donnant les références utiles à sa vérifiabilité et en les liant à la section « Notes et références ».

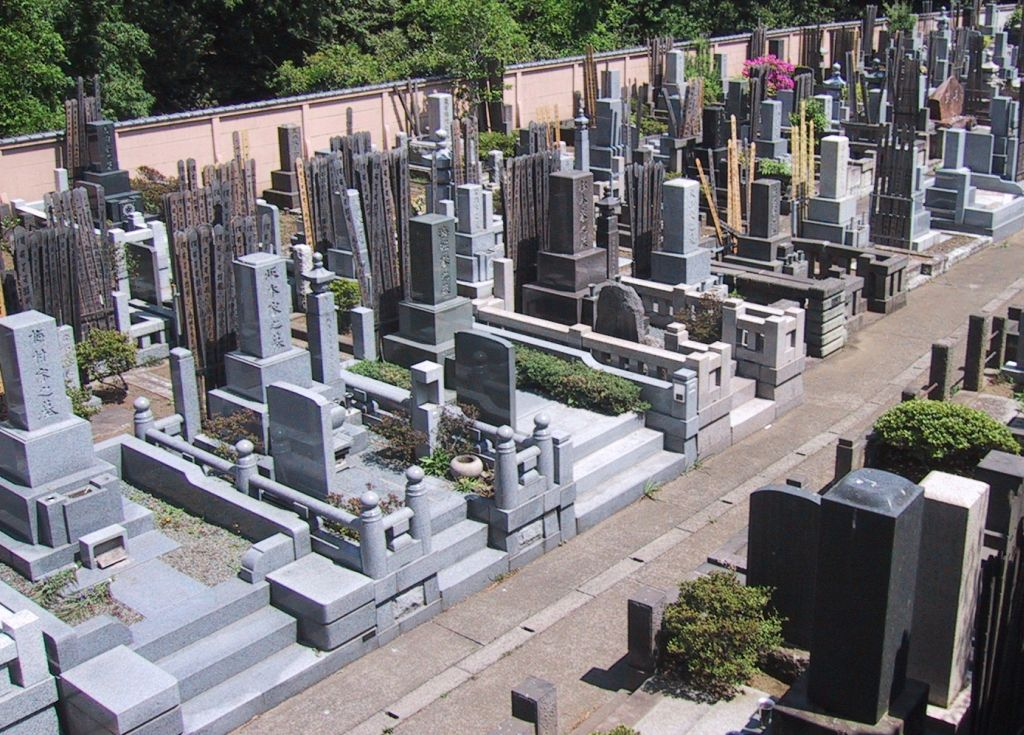
Un cimetière à Tokyo.

Les rites funéraires au Japon comprennent une crémation du corps puis une mise en terre des cendres dans la tombe familiale. Les pratiques funéraires sont empreintes des croyances religieuses dominantes au Japon : le bouddhisme et le shintoïsme.

## Rites post-mortem

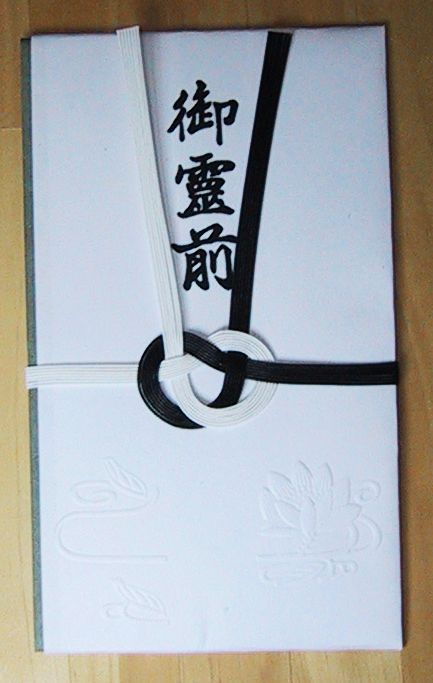
Enveloppes pour donner de l'argent.

Après la mort, les proches procèdent au matsugo no mizu (末期の水, « l’eau du dernier moment ») : ils humidifient les lèvres du mort dans le but que celui-ci renaisse (réincarnation). Puis, ils disposent à côté du défunt, une table sur laquelle sont placés des fleurs, de l’encens et une bougie (respectivement de la gauche vers la droite) : makura-kazari (枕飾り, « décoration de l'oreiller »). Ces deux rituels peuvent se dérouler durant la veillée funébre (通夜, tsuya, ou o-tsuya avec une marque de respect) où les proches du défunt se réunissent et « consolent » ce dernier car il est « peu enclin à partir ».
Enfin un juzu (数珠), chapelet bouddhiste composé de 108 perles représentant les 108 karmas, est placé entre les mains du défunt : ainsi l’âme du mort va devoir renoncer aux désirs humains afin d’atteindre la vertu. Dans certains cas, la famille dispose un couteau sur la poitrine du mort, afin d’éloigner les mauvais esprits. Puis les proches déposent auprès du corps un sac rempli d’argent afin que l’âme du défunt puisse traverser le Sanzu-no-kawa (三途の川, « fleuve de la mort »), situé entre le monde des vivants et l’autre monde.
Les autorités sont ensuite prévenues du décès. C’est le fils aîné qui a la charge de l’organisation des obsèques. Il contacte un temple pour procéder aux rites religieux et choisir la date des obsèques. Le corps est lavé, puis habillé avec le shinishōzoku (死装束) dont la traduction serait : un « habit pour le voyage vers l’éternité ». Il s'agit d'un kimono blanc pour les femmes ; dans ce cas-ci, il est croisé vers la droite, et non vers la gauche comme c'est le cas chez une personne vivante ; pour les hommes, un costume ou également un kimono blanc. Des soins de thanatopraxie peuvent être prodigués pour améliorer l’apparence physique du mort.

## Veillée funèbre, cérémonie et crémation

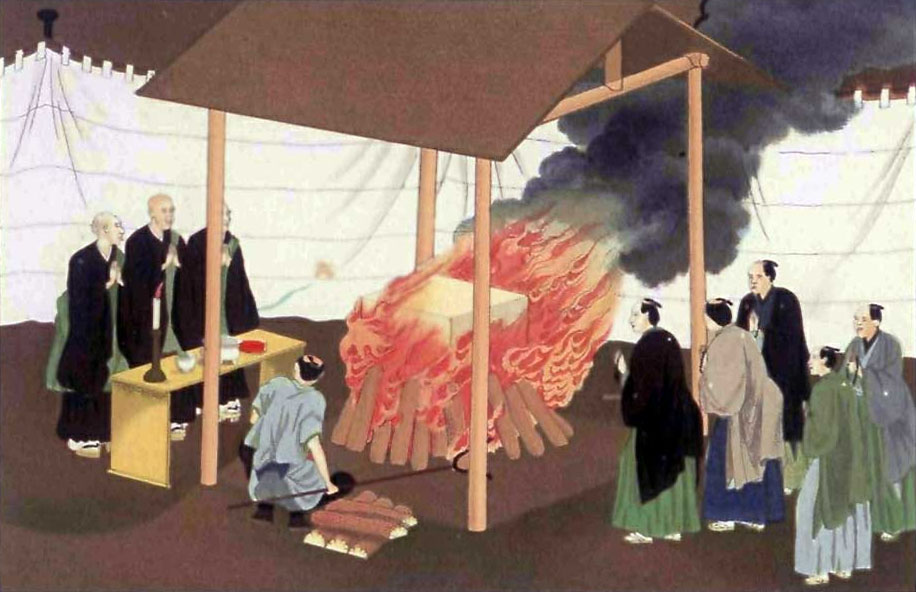
Crémation au Japon, 1867.

La tenue traditionnelle lors de la veillée funèbre est entièrement blanche. Mais depuis l’ouverture du Japon sur le monde occidental, la tendance est à la couleur noire. Les proches du défunt font appel à un moine bouddhiste appelé sōryo (僧侶), qui va lire un sutra durant la veillée et donnera un nom posthume au défunt (戒名, kaimyō), lequel est inscrit sur une petite stèle en bois. Durant la cérémonie, les participants de l’o-tsuya offrent de l’encens (chez les bouddhistes, l’encens est offert pour obtenir l’aide des bons esprits) et de l’argent dans une enveloppe noire et grise appelée kōden (香典), généralement entre 5 000 et 10 000 yens. Les participants prennent de la poudre d’encens (塗香, zukō) dans leurs mains, les lèvent à hauteur des yeux, referment les doigts et prient. Ils laissent ensuite tomber l’encens dans le brûleur. Ce rituel, appelé shōkō (焼香), est exécuté une à trois fois selon les écoles bouddhiques. Lorsque le moine bouddhiste termine la lecture du sutra, le cercueil est refermé et la veillée funèbre prend fin. En partant, les personnes ayant participé à l’o-tsuya, s’aspergent de sel purificateur (きよめ塩, kiyome-shio) avant de rentrer chez eux, pour conjurer le mauvais sort.

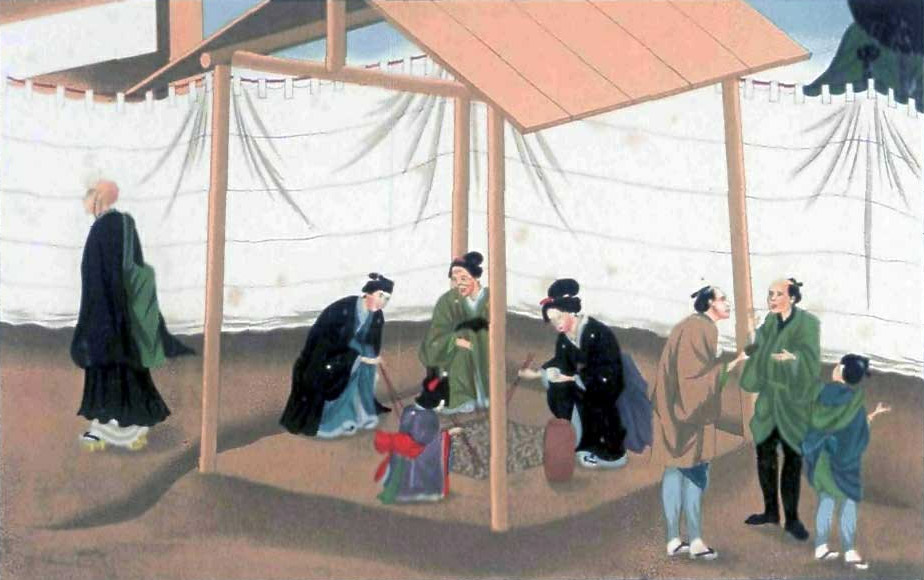
Extraction des os, 1867.

Le lendemain a lieu la cérémonie officielle et publique, toujours selon un rituel bouddhique, au terme de laquelle des fleurs sont déposées dans le cercueil, ouvert une dernière fois. S’ensuit la crémation, généralement dans un autre lieu. La tradition veut que les membres de la famille du mort fassent glisser le corps dans la chambre crématoire. Après la crémation (durant laquelle les parents déjeunent), les os et les cendres sont récupérés puis placés dans une urne prévue à cet effet, en commençant par ceux des pieds et en remontant jusqu’au crâne. Cette méthode d’extraction a pour but d’éviter au défunt de se retrouver « la tête vers le bas » dans l’urne. Ce sont les membres de la famille du défunt qui, par deux, avec de longues baguettes, placent les os dans l'urne. C'est la raison pour laquelle, à table, il est interdit de s'échanger la nourriture de baguette à baguette ou de servir ensemble dans le même plat.  
Cette dernière est ensuite ramenée à la maison familiale, placée sur un autel bouddhique, et conservée pendant 49 jours. Pendant cette durée, le sōryo prie les 3e, 7e, 21e et le 49e jour pour guider l’âme du défunt, car il est important de trancher les derniers liens qui rattachent le défunt au monde, afin qu'il puisse trouver la paix. Mais les familles peuvent conserver l'urne jusqu'à un an après le décès, avant la mise au tombeau dans le cimetière.
À la fin de la cérémonie, les participants reçoivent un cadeau de remerciement pour s’être déplacé pour les funérailles.
La crémation est très répandue au Japon non seulement parce qu’il s’agit d’une pratique religieuse et que pour un Japonais, c'est une honte d'enterrer un corps et donc de lui imposer la souillure de la putréfaction (dans le Japon féodal, les seuls qui n'étaient pas incinérés étaient les personnes condamnées à mort), mais aussi parce que, par décret, les Japonais doivent incinérer tous leurs morts. De plus, l’exiguïté des terres impose cette mesure.

## Enterrement

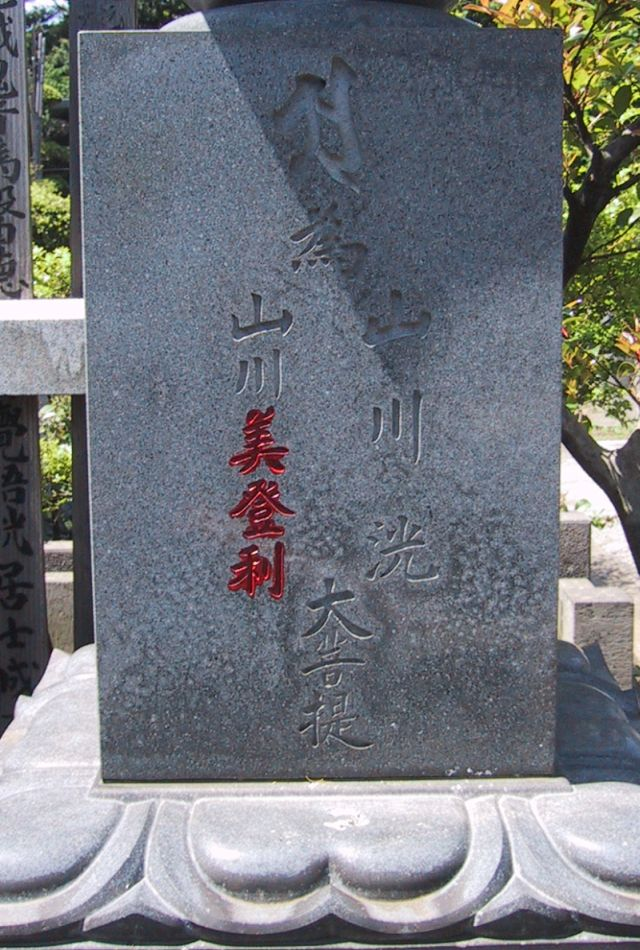
Nom d'époux à l'encre rouge.

Une fois la période des 49 jours écoulée, l’urne est portée au caveau familial où plusieurs membres de la famille reposent. Cette tombe se nomme haka (墓). Elle est constituée d’un monument en pierre au pied duquel se trouve un bac pour disposer des fleurs (et de l’eau) ainsi que de l’encens. Tout ceci surplombe une crypte où sont entreposées les urnes funéraires de la même famille.
Sur le côté du monument en pierre, est gravé le nom de la personne qui a fait l’acquisition du caveau. Les noms des défunts sont gravés sur la face de la pierre. Mais il est de plus en plus fréquent que le nom du défunt soit aussi écrit sur une pièce en bois placée à côté du caveau : un sotoba (卒塔婆). Il est possible, en se rendant dans un cimetière japonais, de voir sur certains monuments en pierre, surplombant les caveaux, des caractères peints en rouge. En effet, lorsqu’une personne mariée décède, homme ou femme, le nom de son conjoint est gravé sur la pierre et peint en rouge. Cette peinture symbolise la volonté des époux de se rejoindre dans la tombe. Ainsi, lorsque le second membre du couple décède, la peinture est alors effacée. Notons tout de même que cette pratique est de moins en moins suivie de nos jours.

## Coût
Le coût moyen des obsèques est de deux millions de yens en 2015, ce qui représente environ 15 000 euros, et place le Japon au premier rang mondial pour les dépenses, par famille, allouées aux obsèques[réf. nécessaire]. À titre comparatif, en France, le coût moyen des obsèques est évalué aux alentours de 4 000 euros en 2008. En 2020, le coût moyen est d'1,8 million de yens (environ 15 000 euros), mais il tombe à 1,1 million de yens (8 000 euros) en 2022 avec la pandémie de Covid-19 et l'augmentation du nombre de cérémonies funéraires de petite envergure.
Les dons des participants (kōden) étaient en moyenne de 711 000 yens en 2020 (5 800 euros), et sont tombées à 472 000 yens en 2022 (3 400 euros).

## Sources
- René Sieffert, Les Religions du Japon, Paris, P.U.F., coll. « Mythes et Religions », 1968.
- Jean-Pierre Berthon, « Activités rituelles autour de la vie et de la mort au Japon », in Rites de vies, rites de mort : les pratiques rituelles et leurs pouvoirs, sous la direction de Marion Péruchon, Paris, ESF Éditeur, 1997, p. 89-116.
- Jean-Pierre Berthon, « Chronique d’un enterrement ordinaire au Japon », Cahiers d’études et de documents sur les religions du Japon, vol. 9, Paris, Centre d’études sur les religions et traditions populaires du Japon / Atelier Alpha Bleue, 1997, p. 5-18.
- Religions, croyances et traditions populaires du Japon, sous la direction de Hartmut O. Rotermund, Paris, Maisonneuve & Larose, 2000, 540 p.
- « Japon », in Dictionnaire de la mort, sous la direction de Philippe Di Folco, Paris, Larousse, coll. « in extenso », 2010, p. 583-586.